# 阿卡迪亚堂区
阿卡迪亞堂區（英語：Acadia Parish）是美国路易斯安那州西南部的一個堂區。面積1,703平方公里。根據2020年美國人口普查，共有人口57,576人。治所克羅利（Crowley）。本堂區成立於1888年6月30日，因殖民者來自加拿大的阿卡迪亞而名。